# Our Lady J
Our Lady J est une pianiste classique, écrivaine et autrice-compositrice-interprète américaine transgenre. Elle est scénariste et productrice pour la série télévisée Transparent and Pose,, ainsi que scénariste pour la saison 11 d'American Horror Story, dont elle réalise le neuvième épisode. 

## Biographie
Assignée homme lors de sa naissance à Chambersburg, en Pennsylvanie, Our Lady J fréquente le Centre pour les arts d'Interlochen au Michigan de 1994 à 1996, se spécialisant en piano au lycée. En 2000, elle déménage à New York, où elle devient accompagnatrice musicale indépendante. En 2004, J devient la directrice musicale et accompagnatrice de l’artiste interprète de Broadway Natalie Joy Johnson (en). Elle dit avoir fait son coming-out transgenre en 2012, à l'âge de 27 ans. Elle acquiert une popularité croissante en 2013 lors de la sortie de son premier album studio, Picture of a Man, acclamé par la critique. Our Lady J joue du piano au Carnegie Hall, au American Ballet Theatre et au Alvin Ailey American Dance Theatre.

## Discographie
- Picture of a Man (2013)[7]

## Filmographie

### Télévision
| Année  | Titre                            | Rôle                    | Remarques                                        |
| ------ | -------------------------------- | ----------------------- | ------------------------------------------------ |
| 2014   | Watch What Happens: Live         | Elle-même               | Épisode avec Rachel Zoe et Isaac Mizrahi         |
| 2014   | True Trans with Laura Jane Grace | Elle-même               | Épisode : "Not alone"                            |
| 2014   | RuPaul's Drag Race (saison 6)    | Elle-même               | Pianiste invitée, épisode : "Shade: The Rusical" |
| 2015   | RuPaul's Drag Race (saison 7)    | Elle-même               | Pianiste invitée, épisode : "Inspiration divine" |
| 2015   | Transparent                      | Yorna                   | Rôle récurrent                                   |
| 2015 - | Transparent                      | Scénariste / Producteur |                                                  |
| 2018   | Pose                             | Scénariste / Producteur |                                                  |
| 2018   | Pose                             | Sherilyn                | Épisode : "L'amour est le message"               |
| 2022   | American Horror Stories          | Scénariste              | Saison 2, épisode 4                              |
| 2022   | American Horror Story: NYC       | Scénariste              | 5 épisodes                                       |